# Список объектов культурного наследия Брянска
Список памятников архитектуры Брянска — перечень объектов культурного наследия, расположенных на территории города Брянска и относящихся к числу объектов архитектуры.
Настоящий список составлен путём взаимного дополнения текущего перечня объектов культурного наследия, взятых на учёт Дирекцией по охране, реставрации и использованию памятников истории и культуры Брянской области, и списка памятников архитектуры, описанных в книге «Свод памятников архитектуры и монументального искусства России: Брянская область» (М.: Наука, 1998). Серым цветом выделены объекты, отсутствующие в текущем учётном списке Дирекции.

## Культовые здания
- Покровский собор, 1698 г.; Советский район, ул. Покровская Гора, 2
- Церковь Введения, 1702—1705 гг.; Советский район, ул. Кулькова, 14
- Церковь Воскресения, 1739—1741 гг.; Советский район, проспект Ленина, 58
- Горно-Никольская церковь, 1751 г.; Советский район, ул. Арсенальская, 8
- Тихвинская церковь, 1755—1769 гг.; Советский район, ул. Верхняя Лубянка, 108
- Церковь Рождества Богородицы, 1823—1827 гг.; Советский район, бульв. Гагарина
- Спасо-Гробовская церковь, 1900—1904 г.; Советский район, проспект Ленина, 98
- Церковь Троицы в Бежичах, 2-я пол. 18 в.; Бежицкий район, ул. Каманина, 2
- Часовня на кладбище в Бежичах, 2-я пол. 19 в.; Бежицкий район, ул. Делегатская

## Здания гражданской архитектуры
В целях упорядочения и для исключения двойного упоминания, в данном разделе объекты отсортированы по административным районам города, а внутри каждого района — в алфавитном порядке названий улиц.

### Советский район
- Арсенальская, 6. Дом купца Авраамова, 1870 г.
- Гагарина, 1. Дом жилой, 2-я пол. 19 в.
- Гагарина, 6. Дом инженера Боровича, 2-я пол. 19 в.
- Гагарина, 8. Дом жилой, кон. 18 — 2-я пол. 19 в.
- Гагарина, 12. Усадьба доктора Полянского, кон. 18 — 2-я пол. 19 в.
- Гагарина, 16. Поликлиника, 1924—1927 гг.
- Гагарина, 25. Административное здание, 1952 г.
- Гагарина, 26. Дом жилой, 1886 г.
- Гагарина, 28. Здание областной прокуратуры
- Горького, 3. Дом жилой, сер. 19 в.
- Горького, 20. Дом пионеров и школьников
- Калинина, 42. Дом жилой с лавками, 2-я пол. 19 в.
- Калинина, 54. Дом городской
- Калинина, 79. Казарма Брянского гарнизона
- Калинина, 83. Дом жилой с магазинами, кон. 19 в.
- Калинина, 84. Дом купца Вязьмитина, 1860-е гг.
- Калинина, 85—87 / Фокина, 1. Андроновское подворье: гостиница, доходные дома с магазинами
- Калинина, 86. Жилые квартиры военного ведомства для офицеров
- Калинина, 90-92. Городская усадьба: магазин-лабаз, флигель, 19 в.
- Калинина, 93-95. Усадьба городская, кон. 18 — 19 в.
- Калинина, 99. Дом доходный, 2-я пол. 19 в.
- Калинина, 101. Дом жилой с аптекой, 1950 г.
- Калинина, 111—115. Квартал «Мясные ряды»: торговый дом Е. П. Бабаевой, дома жилые с лавками, 2-я пол. 19 в.
- Калинина, 177. Торговая школа им. С. В. Могилевцева, 1908—1909 г.
- Калинина, 195. Дом жилой, кон. 19 — нач. 20 в.
- Калинина, 219. Дом П. С. Утникова, 19 в.
- Калинина, 221. Женское училище, нач. 20 в.
- Калинина, 223. Женское ремесленное училище им. Л. А. Могилевцевой, нач. 20 в.
- Карла Маркса, 1. Таможня, 18 в.
- Карла Маркса, 2. Женская гимназия, 1907 г.
- Карла Маркса, 2. Брянский обком КПСС, 1955 г.
- Карла Маркса, 3. Процедурный корпус поликлиники, 1950-е гг.
- Карла Маркса, 5. Областная библиотека, 1957 г.
- Карла Маркса, 7. Гостиница «Центральная», 1950-е гг.
- Карла Маркса, 9. Дом связи, 1930—1931 гг.
- Карла Маркса, 10. Здание административное, 2-я пол. 19 в.
- Красноармейская, 1. Военный полугоспиталь. Главный корпус с одноэтажными крыльями, сер. 19 в.
- Красноармейская, 30. Усадьба городская, 1-я пол. 19 в.
- Ленина, 26. Дом банков и промышленности, 1927—1928 гг.
- Ленина, 33. Дом Советов, 1925—1926 гг.
- Луначарского, 45. Дом жилой завода «Дормаш»
- Октябрьская, 36. Казармы брянского гарнизона, 1898 г.
- Пионерская, 33. Синагога
- Покровская Гора, 3. Дом генерал-директора Арсенала, кон. 18 в.
- Покровская Гора, 5, Казармы Дорогобужского полка, посл. четв. 18 в.
- Репина, 9. Дом жилой, сер. 19 в.
- Советская, 2. Тюремный замок
- Урицкого, 35. Дом жилой с барочным декором, 2-я пол. 19 в.
- Урицкого, 55. Двухэтажный каменный дом, сер. 19 в.
- Урицкого, 62. Дом жилой, 2-я пол. 19 в.
- Фокина, 10. Дом Губстраха
- Фокина, 14. Дом жилой, сер. 19 в.
- Фокина, 18—22. Жилые дома горсовета, 1927—1929 гг.
- Фокина, 19. Усадебный дом с двумя подъездами
- Фокина, 26. Театр областной драматический, 1925—1926 гг.
- Фокина, 29. Обком профсоюзов
- Фокина, 31. Дом книги, 1950-е гг.
- Фокина, 37. Дом жилой с диетической столовой, 1955—1956 гг.
- Фокина, 73. Здание суда, нач. 20 в.
- Энергетическая, 5. Первая брянская электростанция
- Энергетическая, 7. Дом жилой у Мясных рядов, нач. 19 в., 2-я пол. 19 в.

### Бежицкий район
- III Интернационала, 7. Дом купца Денисова, нач. 20 в.
- III Интернационала, 9. Дом с готическим фасадом, нач. 20 в.
- III Интернационала, 11—15. Коттеджи для немецких специалистов
- III Интернационала, 17. Почта, 1929—1931 гг.
- III Интернационала, 21. Дом с аптекой, кон. 19 — нач. 20 в.
- 50-летия Октября, 2—6. Жилой комплекс для руководства завода «Красный Профинтерн» (коттеджи), 1920-е гг.
- 50-летия Октября, 3—5. Дома стахановцев, 1936 г.
- Институтская, 16. Мужская гимназия, 1880-е гг. — 1910—1911 гг.
- Институтская, 68. Дом, в котором печатались революционные листовки и проводились собрания Брянского окружного комитета РСДРП
- Карла Либкнехта, 8. Коттедж-«теремок»
- Клубная, 5. Заводское общественное собрание, кон. 19 — нач. 20 в.
- Комсомольская, 1. Многоквартирный дом для служащих Брянского завода, нач. 20 в.
- Комсомольская, 3. Дом жилой многоквартирный
- Комсомольская, 5. Дом жилой многоквартирный
- Комсомольская, 5а. Детский сад
- Комсомольская, 7. Дом с полукруглыми балконами
- Комсомольская, 9. Дом с двумя эркерами
- Комсомольская, 10. Сиротский приют, 1904 г.
- Куйбышева, 2. Музей братьев Ткачёвых, 1910-е гг.
- Куйбышева, 10. Дом с двумя арками
- Куйбышева, 11. Дом с высокой аркой
- Куйбышева, 12. Дом жилой с магазинами
- Куйбышева, 13. Дом с угловой башней
- Куйбышева, 14. Дом с барочным фронтоном
- Куйбышева, 18. Угловой многоквартирный дом с магазинами
- Куйбышева, 19. Угловой многоквартирный дом с поликлиникой
- Майской Стачки, 5. Кинотеатр «Победа», 1932 г.
- Почтовая, 2. Богадельня (дом инвалидов для рабочих Брянского завода)
- Ульянова, 8. Дом для приезжих, нач. 20 в.
- Ульянова, 10. Бани, 1910-е гг.
- Ульянова, 16. Депо пожарное, 1910-е гг.
- Ульянова, 18. Техническое училище, нач. 20 в.
- Ульянова, 28. Магазин, нач. 20 в.
- Ульянова, 31/1. Дом жилой, 1910-е гг.
- Ульянова, 33/2. Больница, нач. 20 в.
- Ульянова, 34. Типография, нач. 20 в.
- Ульянова, 36 и 40. Коттеджи для немецких специалистов, 1910-е гг.
- Ульянова, 37. Поликлиника
- Ульянова, 39-Б. Школа ремесленных учеников, 1895 г.
- Ульянова, 45/2. Гостиница, 1890-е гг.
- Ухтомского, 1. Дом жилой, 1910-20-е гг.

### Володарский район
- Пушкина, 10. Здание театра кукол, 1952 г.
- Речная, 1. Здание железнодорожного вокзала Брянск-I, 1952 г.

## Здания промышленной архитектуры
- Здания Брянского Арсенала, посл. четв. 18 — нач. 20 в.; Советский район, ул. Калинина
  - Литейный Дом, 1780-е гг.
  - Заводоуправление, кон. 18 в. — 1910 г.
  - Столярно-дужный и орудийный цеха, 1780-е гг. — нач. 20 в.
  - Сборочно-артиллерийский цех, нач. 20 в.
  - Лесопилка, 1890-е гг.
  - Водонапорная башня, 1890-е гг.
  - Здание общественных организаций Арсенала, 1903 г.
- Канатная фабрика Гридиных, 2-я пол. 19 в.; Советский район, ул. Крапивницкого, 17
- Канатная фабрика Мартынова, 2-я пол. 19 в.; Советский район, ул. Красноармейская, 61
- Винный за́мок, кон. 19 в.; Советский район, бульвар Гагарина, 14
- Здания БМЗ, кон. 19 — нач. 20 в.; Бежицкий район, ул. Ульянова, 26
- Конно-пожарное депо, нач. 20 в.; Бежицкий район, ул. Ульянова, 16
- Водонапорная башня усадебно-производственного комплекса «Хутор»; Бежицкий район, ул. Ново-Советская, 100
- Корпус Сухарного завода, 1896 г., Володарский район, ул. Пушкина, 16а
- Брянская ГРЭС, Белые Берега, ул. Коминтерна, 1